# Campeonato Soviético de Xadrez de 1961
O Campeonato Soviético de Xadrez de 1961 - 28ª edição  foi realizado em Moscou, de 11 de janeiro a 11 de fevereiro de 1961. A competição foi vencida por Tigran Petrosian. Semifinais ocorreram nas cidades de Odessa, Rostov e Vilnius. Esta edição também foi um torneio zonal valendo quatro vagas para o torneio interzonal.

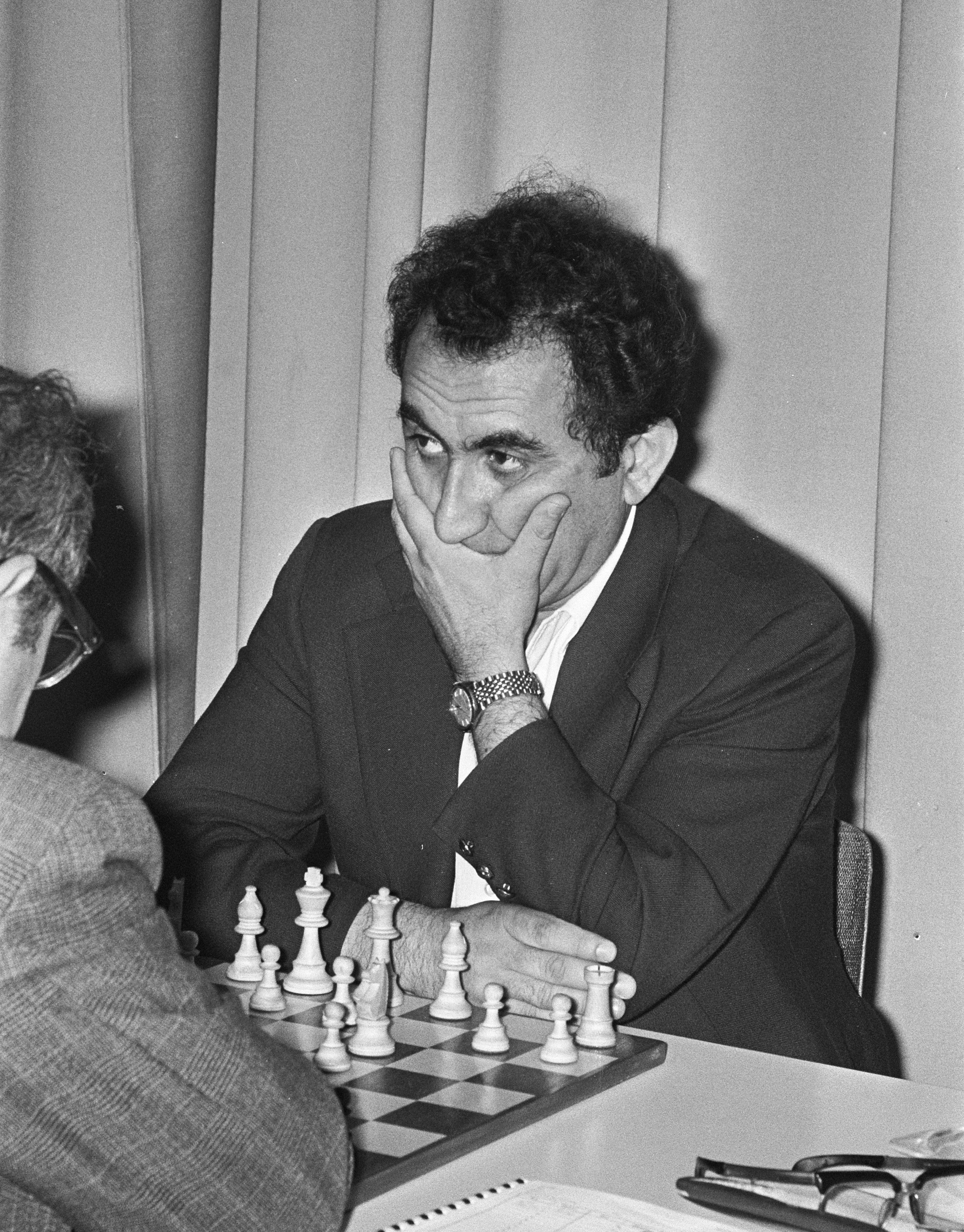
Tigran Petrosian

## Classificação e resultados
| N° | Jogador             | 1 | 2 | 3 | 4 | 5 | 6 | 7 | 8 | 9 | 10 | 11 | 12 | 13 | 14 | 15 | 16 | 17 | 18 | 19 | 20 | Total |
| -- | ------------------- | - | - | - | - | - | - | - | - | - | -- | -- | -- | -- | -- | -- | -- | -- | -- | -- | -- | ----- |
| 1  | Tigran Petrosian    | - | 1 | 0 | ½ | 1 | ½ | ½ | 1 | ½ | 1  | 1  | ½  | ½  | 1  | 1  | 1  | ½  | ½  | 1  | ½  | 13½   |
| 2  | Viktor Korchnoi     | 0 | - | ½ | ½ | 0 | 1 | ½ | 1 | ½ | 1  | 1  | 1  | ½  | 1  | ½  | ½  | ½  | 1  | 1  | 1  | 13    |
| 3  | Leonid Stein        | 1 | ½ | - | 1 | ½ | 1 | ½ | 0 | 0 | ½  | 0  | 1  | ½  | ½  | 1  | 1  | 1  | ½  | ½  | 1  | 12    |
| 4  | Efim Geller         | ½ | ½ | 0 | - | 1 | ½ | ½ | 1 | 1 | 1  | 0  | 0  | ½  | 1  | ½  | 1  | 1  | ½  | ½  | 1  | 12    |
| 5  | Vassily Smyslov     | 0 | 1 | ½ | 0 | - | ½ | ½ | ½ | 1 | 1  | ½  | ½  | ½  | ½  | 1  | ½  | ½  | 1  | ½  | ½  | 11    |
| 6  | Boris Spassky       | ½ | 0 | 0 | ½ | ½ | - | 1 | 0 | 0 | ½  | 1  | 1  | ½  | 1  | ½  | 1  | ½  | 1  | ½  | 1  | 11    |
| 7  | Yuri Averbakh       | ½ | ½ | ½ | ½ | ½ | 0 | - | ½ | 0 | 1  | 1  | ½  | ½  | ½  | ½  | ½  | ½  | ½  | 1  | 1  | 10½   |
| 8  | Lev Polugaevsky     | 0 | 0 | 1 | 0 | ½ | 1 | ½ | - | 0 | ½  | ½  | ½  | ½  | 1  | ½  | 1  | ½  | 1  | 1  | ½  | 10½   |
| 9  | Vladimir Simagin    | ½ | ½ | 1 | 0 | 0 | 1 | 1 | 1 | - | ½  | ½  | 0  | ½  | ½  | 1  | 0  | 0  | 1  | ½  | ½  | 10    |
| 10 | Mark Taimanov       | 0 | 0 | ½ | 0 | 0 | ½ | 0 | ½ | ½ | -  | 1  | 1  | 1  | 0  | ½  | 1  | 1  | 1  | 1  | ½  | 10    |
| 11 | Semyon Furman       | 0 | 0 | 1 | 1 | ½ | 0 | 0 | ½ | ½ | 0  | -  | ½  | 1  | 1  | ½  | ½  | 1  | 0  | ½  | 1  | 9½    |
| 12 | David Bronstein     | ½ | 0 | 0 | 1 | ½ | 0 | ½ | ½ | 1 | 0  | ½  | -  | 1  | 0  | 1  | ½  | ½  | 0  | 1  | ½  | 9     |
| 13 | Isaac Boleslavsky   | ½ | ½ | ½ | ½ | ½ | ½ | ½ | ½ | ½ | 0  | 0  | 0  | -  | ½  | ½  | ½  | ½  | 1  | ½  | 1  | 9     |
| 14 | Eduard Gufeld       | 0 | 0 | ½ | 0 | ½ | 0 | ½ | 0 | ½ | 1  | 0  | 1  | ½  | -  | 1  | ½  | 0  | ½  | 1  | ½  | 8     |
| 15 | Alexander Cherepkov | 0 | ½ | 0 | ½ | 0 | ½ | ½ | ½ | 0 | ½  | ½  | 0  | ½  | 0  | -  | 1  | 1  | 1  | 0  | ½  | 7½    |
| 16 | Anatoly Lutikov     | 0 | ½ | 0 | 0 | ½ | 0 | ½ | 0 | 1 | 0  | ½  | ½  | ½  | ½  | 0  | -  | ½  | ½  | 1  | 1  | 7½    |
| 17 | Vitaly Tarasov      | ½ | ½ | 0 | 0 | ½ | ½ | ½ | ½ | 1 | 0  | 0  | ½  | ½  | 1  | 0  | ½  | -  | 0  | 0  | ½  | 7     |
| 18 | Georgy Borisenko    | ½ | 0 | ½ | ½ | 0 | 0 | ½ | 0 | 0 | 0  | 1  | 1  | 0  | ½  | 0  | ½  | 1  | -  | ½  | 0  | 6½    |
| 19 | Abram Khasin        | 0 | 0 | ½ | ½ | ½ | ½ | 0 | 0 | ½ | 0  | ½  | 0  | ½  | 0  | 1  | 0  | 1  | ½  | -  | ½  | 6½    |
| 20 | Anatoly Bannik      | ½ | 0 | 0 | 0 | ½ | 0 | 0 | ½ | ½ | ½  | 0  | ½  | 0  | ½  | ½  | 0  | ½  | 1  | ½  | -  | 6     |